# Podpolaní

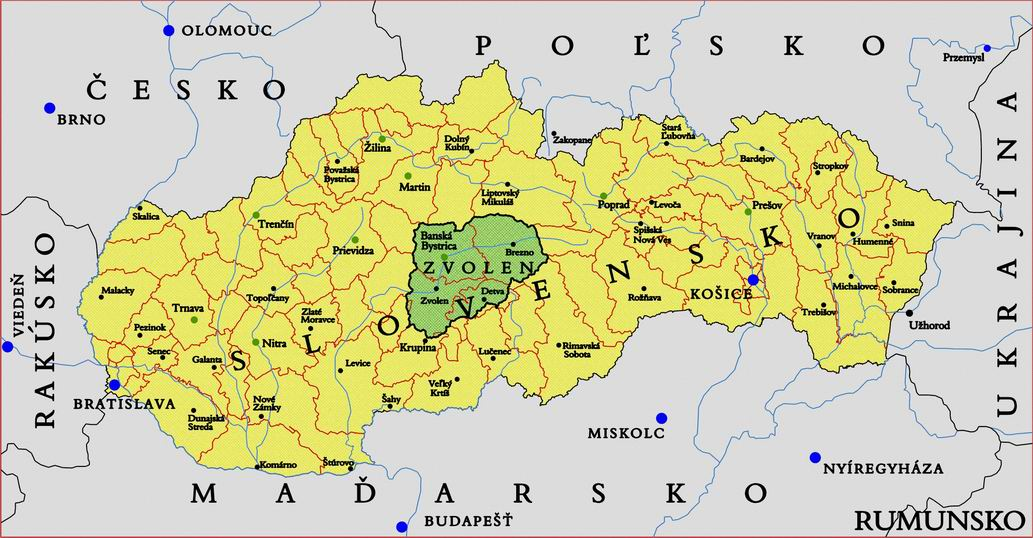
Poloha regionu

Podpolaní (v některých textech Zvolensko) je slovenský region a zahrnuje okresy Detva a Zvolen.
Území sousedí na severovýchodě s Horním Pohroním, na jihovýchodě s Novohradem, na jihozápadě s Hontem a na severozápadě s Tekovem. Nachází se v centrální části Banskobystrického samosprávného kraje. Jde o souvislé území zahrnující celý okres Detva, obce Očová, Zvolenská Slatina a Lukavica z okresu Zvolen, obec Hrochoť z okresu Banská Bystrica a obec Budiná z okresu Lučenec. Území na severu hraničí s okresem Brezno, na východě a jihovýchodě s okresy Poltár a Lučenec, na jihu s výběžky okresu Veľký Krtíš a na západě s okresem Zvolen.
Podpolaní patří k povodím řek Hron a Ipeľ. Nejvýznamnějšími toky jsou Slatina, Krivánsky potok, Ipeľ a Tisovník. Území představuje typickou podhorskou oblast s charakteristickým rozptýleným osídlením, které je svojí rozlohou a strukturou specifickým jevem i v rámci Slovenska. Území dominuje masiv Poľana, nejvyšší vyhaslá sopka ve střední Evropě s výškou 1458 m.[zdroj?] Nejnižší bod oblasti dosahuje 349 m n. m. v obci Vígľaš. Na území žije téměř 38 000 obyvatel na rozloze přes 588 km².[zdroj?]

## Kultura a zajímavosti
- Stratovulkán Poľana se řadí mezi nejvyšší vyhaslé sopky v Evropě. Území Poľany bylo vyhlášeno za chráněnou krajinnou oblast a zařazeno do sítě světových biosférických rezervací UNESCO (20 360 ha).
- K přírodním zajímavostem kraje patří skalní bradla ‒ pozůstatky sopečné činnosti Poľany, dále např. vodopád Bystré, Bátovský balvan a Jánošíkova skála.
- Na festivalu Folklórní slavnosti pod Poľanou v Detvě se setkávají folklórní soubory a lidoví umělci z celého Slovenska a jiných zemí. Podpolaní je známé stále živými folklórními tradicemi. Interiér lidové světnice a množství lidověuměleckých výrobků je možné vidět v Muzeu uja Kapustíka v Ponikách. Region Podpolaní je charakteristický spíše roztroušenými usedlostmi než velkými turistickými centry. Na hrobech a při cestách v okolí masivu Poľany lze nalézt dřevěné vyřezávané kříže.
- Administrativním centrem regionu je okresní město Detva, lyžařské centrum představuje Hriňová s lyžařským střediskem Košútka.